# オシロイバナ

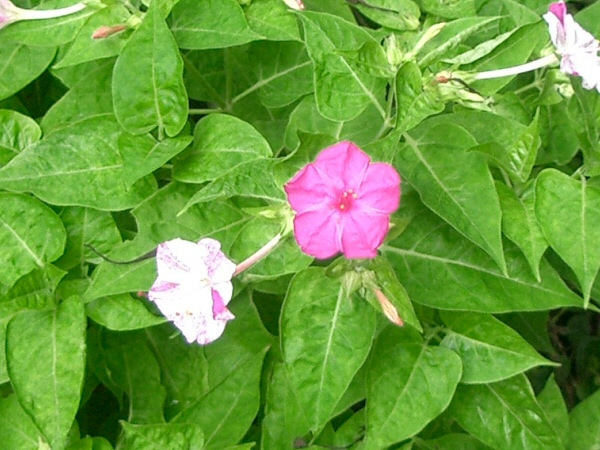
ピンクと白の絞り咲き、源平咲き

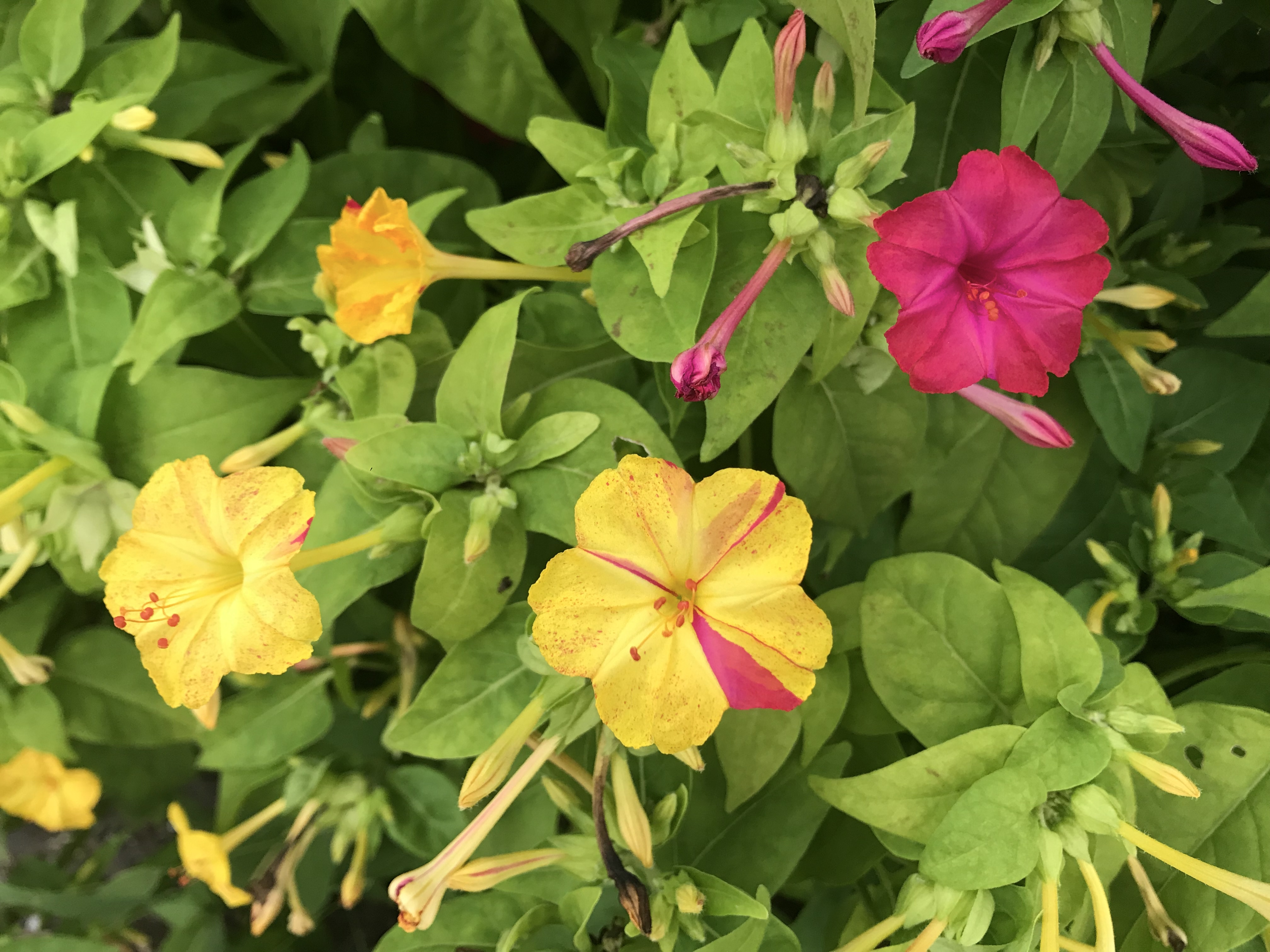
黄と赤の咲き分け

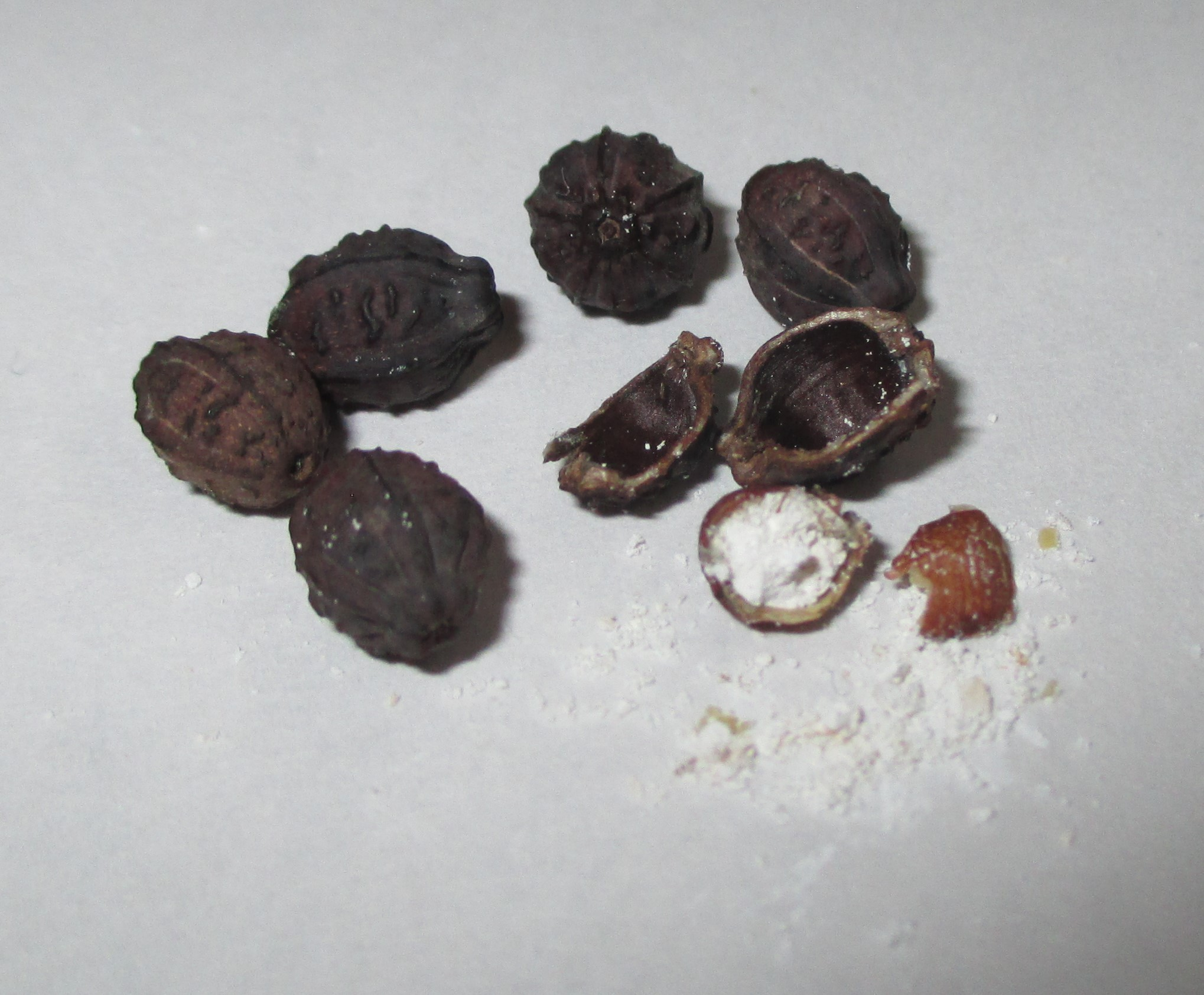
種子と胚乳

オシロイバナ（白粉花、白粧花; 学名: Mirabilis jalapa）は、オシロイバナ科の多年草。
南アメリカ原産で、日本には江戸時代始めごろに渡来し、観賞用に栽培される。気候上、一年草として扱われていたが、温暖化により宿根草として広く野生化している。
リンネの『植物の種』(1753年) で記載された植物の一つである。

## 特徴
発芽率が高く強壮で、踏まれたり折れたりしても維管束が断絶しなければ成長を続ける。
茎はよく枝分かれして灌木状となるが節がはっきりしていて、木質化はしない。多年草になっても全体にみずみずしい緑色をしている。
花は五裂するが花弁ではなく萼で、雌しべと5本の雄しべがあり、基部は緑色でふくらみ、がくのように見える総苞がある。芳香がある。色はベタレインの発現差による赤（ベタシアニン）、黄（ベタキサンチン）、白（発現無し）の三色が基本で、さらに不完全優性によるピンク（赤と白の混合）、トランスポゾン発現とその時期による源平咲き（ひとつの株にふたつの色の花が咲く）、咲き分け（ひとつの花がふたつの色に区分される）、絞り模様（筋、まだら、斑点状にふたつの色が分散する）が見られる。白と黄の絞りは少ない。
咲くのは夕方4時頃で、和名としてはユウゲショウ（夕化粧）とも呼ばれるが、この名はアカバナ科のものにも使われているので注意を要する。英語ではFour o'clock、中国語では洗澡花（風呂に入る時間から）、煮飯花（夕飯の時間から）などと呼ばれる。夜間に開き花筒が長いので、口吻の長い大型の夜行性鱗翅目でなければ吸蜜は困難である。日本のオシロイバナでは主にスズメガが吸蜜し、送粉に関わっている。
花後、萼は基部を残して脱落し、総苞に包まれた果実（種子を1つ含む）が黒く熟す。種子は白い粉状の胚乳を持ち、白粉花の由来となった。
根はいも、ごぼう状で、冬期に凍結しなければ翌春に芽吹いて宿根草となる。

## 利用
オシロイバナ属には観賞用に栽培されるもののほか、アンデス山脈周辺でいもを食用にするもの（maukaまたはchago、M. extensa）もある。
根を利尿、関節炎の生薬として処方される。また、葉は切り傷、たむしの治療に用いられる。ただし全草、特に種子や根は有害なアルカロイド（トリゴネリン）を多く含むため、利用は専門職の知見に基づく必要がある。